# Раутенфельд, Иван Андреевич
Иван Андреевич Раутенфельд (Иоганн-Георг Беренс фон Раутенфельд; нем. Johann Georg Berens von Rautenfeld; 25 ноября 1741, Рига — 21 февраля 1805, Лейпциг, курфюршество Саксония) — русский военачальник немецкого происхождения, генерал-поручик (1796).

## Биография
Родился в 1741 году в Риге. Выходец из остзейского немецкого рода Беренс фон Раутенфельд. С 1761 по 1765 год посещал Страсбургский университет, после чего вернулся в Россию и поступил на службу офицером в русскую армию.
Принимал участие в Русско-турецкой войне (1768–1774), причём в 1773 году получил звание подполковника. В 1779 году был повышен до полковника. Командовал Великолуцким мушкетёрским полком. В 1780 году полковник Раутенфельд, командир Великолуцкого полка, был занесён в эстляндский дворянский матрикул. В 1787 году Раутенфельд был повышен до бригадира. 
Активно участвовал в следующей Русско-турецкой войне (1787–1792). С 1788 года — генерал-майор. Кавалер ордена Святого Георгия 4-й степени (1790; за выслугу 25 лет в офицерских чинах).
Активно участвовал во Втором разделе Польши. Входил в число представителей России на Гродненском сейме (1793), который проходил в городе, находившемся под фактическим контролем русских войск. В том же году стал кавалером ордена Святой Анны (в то время не имевшего степеней).
В 1796 году вышел в отставку с чином генерал-поручика. 
Иван Андреевич Раутенфельд был дважды женат и имел многочисленное потомство. 
Скончался в 1805 году в Лейпциге.